# Shinji Inoue
Pour les articles homonymes, voir Inoue.
Shinji Inoue (井上 信治, Inoue Shinji, né le 7 octobre 1969) est un homme politique japonais, membre du parti libéral-démocrate, élu à la Chambre des représentants du Japon. 

## Biographie
Originaire de Chiyoda (Tokyo), il a étudié à l'Université de Tokyo. Il est devenu fonctionnaire au Ministère du Territoire, des Infrastructures, des Transports et du Tourisme en 1994. Il a étudié alors pour un master à l'Université de Cambridge. Il a quitté la fonction publique en 2003 et s'est présenté avec succès aux élections.
Il est à deux reprises vice-ministre de l'environnement entre 2012 et 2016, responsable de la gestion de la catastrophe nucléaire de Fukushima en 2011.
En septembre 2020, il est nommé Ministre chargé de l'Exposition universelle d'Osaka, Ministre chargé des Consommateurs et de la Sécurité alimentaire, Ministre chargé de la Stratégie Cool Japan, Ministre chargé de la Stratégie intellectuelle, Ministre chargé de la Politique scientifique et technologique, Ministre chargé de la Politique spatiale dans le gouvernement Suga.